# Norwegian Air UK
Norwegian Air UK er et flyselskab fra Storbritannien. Selskabet er ejet af Norwegian. Flyselskabet har hub på London Gatwick Airport. Hovedkontoret er placeret i Horley, få kilometer fra Gatwick. 
Etableret i november 2015, opererer den Boeing 737-800 og Boeing 787-9 med regelmæssig service fra London Gatwick Airport til Europa, Asien, Nordamerika og Sydamerika. 